# تشيستر بي. مكمولين
تشيستر بي. مكمولين هو محامي وسياسي أمريكي، ولد في 6 ديسمبر 1902 في لارغو في الولايات المتحدة، وتوفي في 3 نوفمبر 1953 في كليرواتر في الولايات المتحدة. نشط حزبياً في الحزب الديمقراطي. وقد انتخب عضو مجلس النواب الأمريكي ‏.